# Dondinho
João Ramos do Nascimento, llamado Dondinho (Campos Gerais, Minas Gerais, 2 de octubre de 1917-São Paulo, 16 de noviembre de 1996) fue un futbolista brasileño, más conocido por ser el padre y mentor de Pelé.
Dondinho fue mentor de varios futbolistas en la década de 1940, incluyendo a su hijo Pelé. Además, en su carrera deportiva logró anotar cinco goles de cabeza en un solo partido, llegando extraoficialmente a 883 goles en 775 partidos. Fue mencionado por Pelé en su película biográfica para Netflix.

## Clubes
| Club                   | País   | Año       |
| ---------------------- | ------ | --------- |
| Clube Atlético Mineiro | Brasil | 1940      |
| Atlético Três Corações | Brasil | 1940-1942 |
| Fluminense             | Brasil | 1942-1944 |
| São Lourenço-MG        | Brasil | 1944      |
| Fluminense             | Brasil | 1944-1946 |
| Bauru Atlético Clube   | Brasil | 1946-1952 |